# Retrato de um Cartuxo
Retrato de um Cartuxo é uma pintura a óleo sobre madeira do pintor flamengo Petrus Christus, datada de 1446. Este trabalho faz parte da Colecção Jules Bache do Metropolitan Museum of Art, em Nova Iorque. É vista como uma obra-prima dos primórdios da pintura flamenga, e um exemplo destacado da técnica de Trompe-l'oeil. O painel mostra o retrato de um membro da Ordem dos Cartuxos, pintado numa posição a três-quartos, a olhar por cima do seu ombro direito directamente para o observador. O homem está posicionado por trás de uma pedra ilusória, onde se encontra pousada uma mosca.